# Dur och moll
Dur och moll, eller Sweet and Lowdown, är en komedifilm och fiktiv dokumentär av Woody Allen. Filmen är gjord 1999 och i huvudrollen sågs Sean Penn.

## Handling
Dur och moll utspelar sig på 1930-talet och handlar om den påhittade jazzgitarristen Emmet Ray (Sean Penn), som levde och spelade i skuggan av den store gitarristen Django Reinhardt. 

## Om filmen
Dur och moll regisserades av Woody Allen, som även skrev filmens manus. Django Reinhardt är en av Woody Allens personliga idoler.
Sean Penn och Samantha Morton nominerades till både Oscars och Golden Globes för sina rolltolkningar i filmen. 

## Rollista (urval)
| Anthony LaPaglia | – Al Torrio    |
| Brian Markinson  | – Bill Shields |
| Gretchen Mol     | – Ellie        |
| Samantha Morton  | – Hattie       |
| Sean Penn        | – Emmet Ray    |
| Uma Thurman      | – Blanche      |
| Denis O'Hare     | – Jake         |
| John Waters      | – Mr. Haynes   |
| Woody Allen      | – sig själv    |